# Blauer Bär (Auszeichnung)

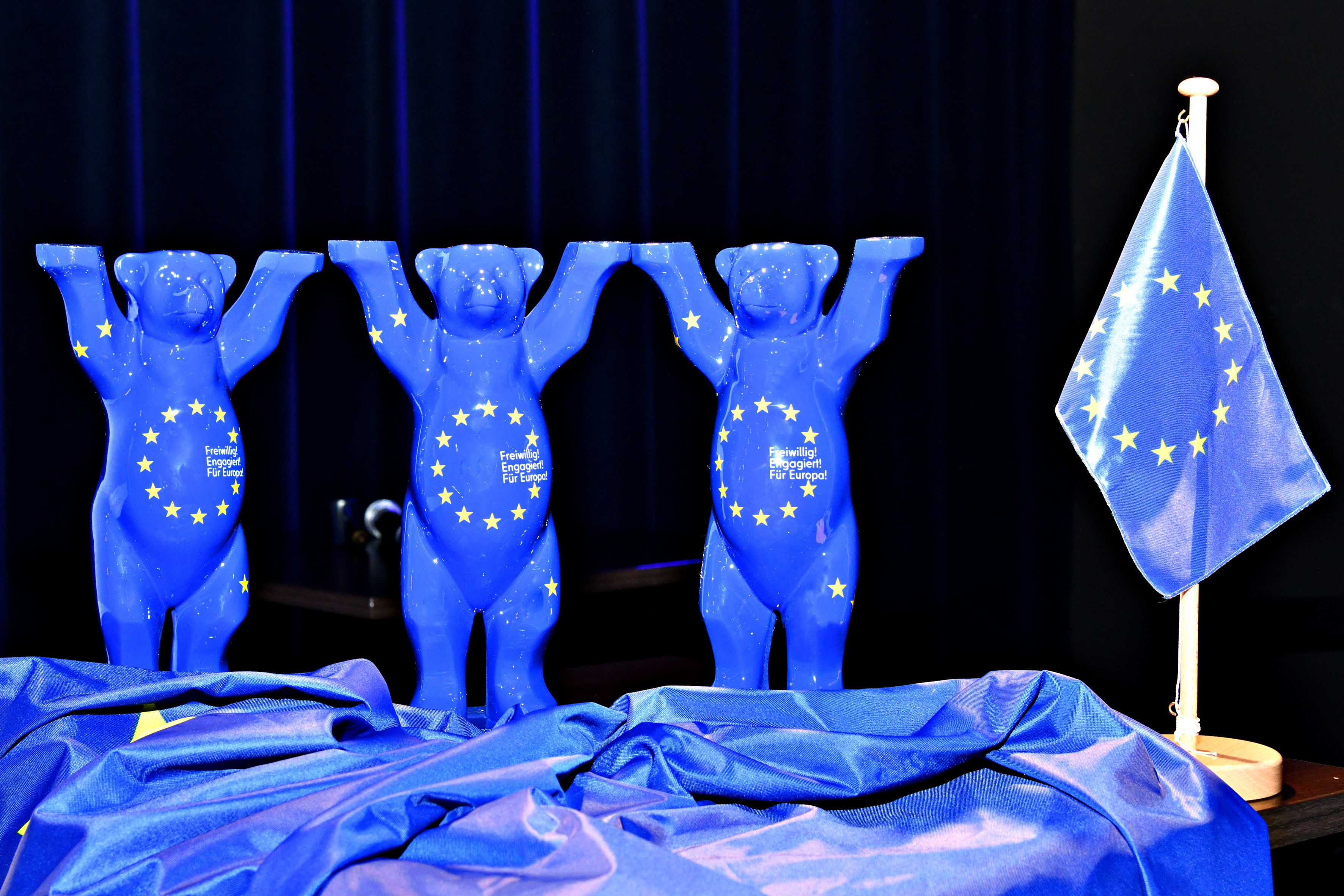
Blauer Bär (Fotografin: Elke A. Jung-Wolff)

Der Blaue Bär ist eine jährliche Würdigung von Initiativen, Projekten und Personen für besonderes ehrenamtliches Europa-Engagement in Berlin in unterschiedlichsten Gesellschafts- und Politikbereichen, die zum Zusammenwachsen Europas und seiner Menschen beitragen und sich für eine gemeinsame europäische Überzeugung einsetzen. Der Blaue Bär ist auch ein Berliner Bekenntnis zur europäischen Integration.
Das Motto lautet: Freiwillig! Engagiert! Für Europa!

## Geschichte und Hintergründe
Die Auszeichnung Blauer Bär wurde erstmals 2015 vom Land Berlin derzeit vertreten durch die Senatsverwaltung für Kultur und Europa und die Vertretung der Europäischen Kommission in Deutschland verliehen. Der Preis dient der Würdigung besonderen ehrenamtlichen Europa-Engagements in Berlin.

## Verleihung

### Grundsätzliches
Der Blaue Bär wird jährlich verliehen. Die Kriterien werden jährlich angepasst. Nach einem Aufruf zur Einreichung von Vorschlägen entscheidet eine Fachjury über die jährlichen Preisträgerinnen und Preisträger. Diese werden aber erst zu einem späteren Zeitpunkt im Rahmen eines Festaktes mit allen Nominierten des Jahres bekanntgegeben.

### Nominierung
Voraussetzung für die Nominierung ist:
- Sitz oder Hauptwirkungskreis der Person, Initiative oder Projekt in Berlin,
- vorwiegend freiwilliges Engagement,
- kein Engagement im Zusammenhang mit der Ausübung eines politischen Amts bzw. eines Wahlmandats,
- vorgeschlagene Projekte dürften nicht länger als zwei Jahre zurückliegen.[6]

Die Nominierungen für die Auszeichnung erfolgen durch die Mitglieder im Berliner Netzwerk Europa. Dies ist ein partnerschaftlich organisierter informeller Zusammenschluss verschiedener Einrichtungen, die im Bereich der europapolitischen Kommunikation in Berlin tätig sind.

### Preisgeld
Seit 2018 beträgt das Preisgeld insgesamt 7500 Euro. Zuvor waren es 2000 Euro.

## Aussehen des Preises
Der blaue Bär ist überwiegend in dunkelblauer Farbe gehalten und trägt auf dem Bauch sechs gelbe Sterne und aktuell die Inschrift in gelber Farbe: Freiwillig! Engagiert! Für Europa!  Auf dem Sockel der Statue ist die Angabe: Blauer Bär Jahreszahl in gelber Schrift zu finden. Der Blaue Bär streckt beide Arme nach oben („Tänzer“).
Die Preisfigur ist eine für diese Auszeichnung kreierte europäische Variante aus der Buddy Bären Reihe. Die Preisfigur wurde von Klaus Herlitz gestiftet (Geschäftsführer der Buddy Bär Berlin GmbH).

## Mit dem Blauen Bären Ausgezeichnete

### 2015
Großer Blauer Bär
- Europa macht Schule e.V., Berlin

Kleiner Blauer Bär
- Give Something Back to Berlin e.V. und
- Karin Zehrer

### 2016
Großer Blauer Bär
- Team des Basketballvereins BC Lions Moabit 21 e.V.

Kleiner Blauer Bär
- Team der Lokalredaktion Cafébabel, Berlin
- Mathias Hamann

Blauer Ehrenbär
- Gerhard Kapito

### 2017
Großer Blauer Bär
- Berliner Team von Pulse of Europe

Kleiner Blauer Bär
- Junge Europäische Bewegung Berlin-Brandenburg e.V.
- Club der polnischen Versager e.V

### 2018
Großer Blauer Bär
- Katja Sinko, THE EUROPEAN MOMENT
- Sonderbär großer blauer Bär erhielt Steine ohne Grenzen e.V.

Kleiner Blauer Bär
- Polis180 e.V.
- FreeInterrail

### 2019
- den SportJugendClub Prenzlauer Berg „Kolle 8“
- den Sonntags-Club e.V. und
- das Berliner Team im Projekt „Erst-Wahl-Helfer*innen“ zur Europawahl 2019

### 2020
- European Democracy Lab, Fr. Marie Rosenkranz
- Sportclub Lebenshilfe Berlin e.V.
- Eva-Maria Quistorp und
- Arbeitsgemeinschaft Staatliche Europa-Schule Berlin

### 2021
- Vanessa Schmidt und Milad Tabesch[13]
- Berit Petzsch und Juliane Springsguth
- Susanne Zels

### 2023
- Hurry up and wait
- Deutsch-Niederländisches Tanzprojekt BeVoice
- FamilienMut e.V.

### 2024
- Städtepartnerschaftsverein Steglitz-Zehlendorf e.V.
- Daniel Keifenheim
- Citizen2be
- Europäische Kiezspaziergänge